# 大衛·本-古里安

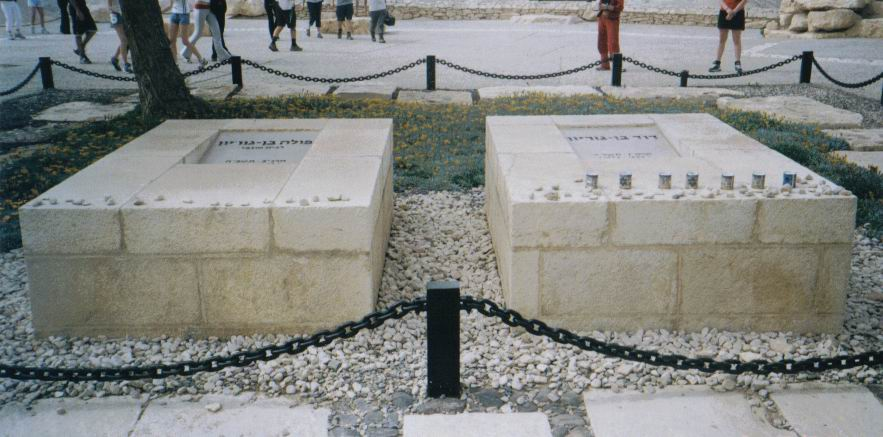
大卫·本-古里安夫婦的陵墓

大卫·本-古里安（希伯來語：דָּוִד בֶּן־גּוּרִיּוֹן，羅馬化：ḋåwid ḃȩn-ġẇriẏŵn，[daˈvid ben ɡuʁˈjon] ⓘ，1886年10月16日—1973年12月1日），以色列政治人物、首任以色列总理及國防部長。他自1935年起擔任猶太事務局負責人，其後擔任猶太事務局執行主席，是巴勒斯坦地區猶太社群在事實上的領導人，並很大程度上帶領了在巴勒斯坦托管地建立猶太國家的錫安主義（又稱猶太復國主義）運動。本-古里安執政時間達13年餘，是以色列歷史上任期第二長的總理，僅次於班傑明·內塔尼亞胡。

## 生平
大卫·本-古里安，原名大卫·格林（David Grün），出生於俄羅斯帝國普翁斯克（今位於波蘭）。
他年轻时是热誠的犹太复国主义者。1906年，他来到巴勒斯坦地區，起初從事记者工作。他在开始從政时決定改用希伯來語姓氏「本-古里安」。
1915年，他在美国纽约认识了来自俄罗斯的保拉·蒙維絲。他们于1917年结婚，共有三个孩子。
1918年，本-古里安夫婦回到巴勒斯坦地區。本-古里安于1921年组建了以色列总工会。
本-古里安是犹太复国主义的工人阶级派中的首要领导人，他在1930年組建了以色列工党。1948年以色列建国后的30年間，工党一直是以色列的执政党。

## 總理
在以色列建国前，本-古里安代表着犹太复国主义者中比较温和的一派。他的哈加拿组织（后来改编为以色列国防军）经常協助当时的英国託管政府，有时帮助英国人逮捕激进的犹太人组织，有时則与梅纳赫姆·贝京的伊尔贡组织合作反抗英国託管政府。
本-古里安于1948年1月25日出任以色列总理。当时以色列决定解散所有的武装组织建立一支统一的军队。当伊尔贡组织拒絕自行解散时，本-古里安下令轰炸並击沉了一艘为伊尔贡组织运送武器的船隻，此事件至今仍在以色列存有爭議。
1953年，本-古里安宣布將退出政壇，但实际上他於1954年依然影響着以色列政局。
1965年，本-古里安与工党決裂，此后他与摩西·达扬和希蒙·佩雷斯成立了一个新政党。本-古里安於1970年完全淡出政壇，数年后逝世。
| 前任： 首任        | 以色列总理 1948-1954年 | 繼任： 摩西·夏里特   |
| 前任： 摩西·夏里特 | 以色列总理 1955-1963年 | 繼任： 列维·艾希科尔 |